# Can't Live Without You
«Can't Live Without You» es una canción de la banda alemana de hard rock y heavy metal Scorpions, publicada como sencillo en 1982 por los sellos Harvest/EMI y Mercury Records e incluida como la segunda pista del disco Blackout (1982). Escrita por el vocalista Klaus Meine y el guitarrista Rudolf Schenker, es un tema de hard rock, cuya letra está trata sobre la relación de la banda con sus fanáticos. Salió al mercado en los formatos vinilo de 7", 12" y maxisencillo, cuyo lado B lo ocuparon las canciones «Always Somewhere» y «China White», respectivamente.
En comparación al primer sencillo de Blackout, «No One Like You», no obtuvo un éxito sobresaliente en las listas musicales, pero de acuerdo con el crítico Martin Popoff, ayudó a la banda a salir del underground. Ha sido incluida en algunas giras mundiales de la banda, tales como Love at First Sting Tour (1984-1986) y Crazy World Tour (1990-1991). De estas, se grabó en vivo para posteriormente aparecer en las producciones en vivo World Wide Live de 1985 y Crazy World Tour Live...Berlín 1991 de 1991, respectivamente.

## Composición y grabación
La letra la escribió el vocalista Klaus Meine, mientras que la música la compuso el guitarrista Rudolf Schenker. Este último ideó el riff de la guitarra mientras veía la televisión y la letra, inspirada en la «vida en la carretera», trata sobre la relación de la banda con sus fanáticos. De acuerdo con el crítico canadiense Martin Popoff, el tema es un «hard rock alegre» con un «estribillo ganchero y unos versos fuertes», cuya letra está «estimulada para los devotos de la banda y para los fanáticos del rock en general». Al igual que las demás canciones del disco Blackout, tanto su grabación como su mezcla se realizaron entre noviembre de 1981 y enero de 1982 en los estudios Dierks en Colonia (Alemania), mientras que la masterización se llevó a cabo en Masterdisk en Nueva York.

## Lanzamiento y recepción comercial
«Can't Live Without You» salió a la venta el 24 de mayo de 1982 por los sellos Harvest/EMI para Europa y por Mercury Records para los Estados Unidos. Editado en el formato vinilo de 7", su lado B lo ocupó la power ballad «Always Somewhere» del álbum Lovedrive (1979). También fue lanzado en los formatos vinilo de 12" y maxisencillo, cuyo lado B fue «China White», también del disco Blackout.
A diferencia del primer sencillo de Blackout, «No One Like You», este no tuvo un éxito sobresaliente, pero si ayudó a la banda a salir del underground, según Popoff. La mejor posición que alcanzó en alguna lista musical fue en Francia, ya que logró el puesto 20 en el French Singles Chart. En el Reino Unido llegó hasta la casilla 63 en el UK Singles Chart. En los Estados Unidos ingresó en el Mainstream Rock Tracks y para la semana del 19 de junio de 1982 logró el puesto 47 como máxima posición. Más tarde, la organización World Wide Europe Awards (WWA) lo certificó con disco de oro, en representación a más de 500 000 copias vendidas en Europa.

## Interpretaciones en vivo
Con el paso de los años, la banda la ha interpretado en vivo en varias oportunidades, por ejemplo, figuró en las giras de concierto Blackout Tour (1982-1983), Love at First Sting Tour (1984-1986) y Crazy World Tour (1990-1991). De algunas presentaciones en directo se grabó para posteriormente figurar en algunas producciones en vivo como World Wide Live (1985) y Crazy World Tour Live...Berlín 1991 (1991). En 2013, la banda la arregló en formato acústico para el álbum unplugged MTV Unplugged - Live in Athens.

## Lista de canciones
| Vinilo de 7" |                          |                 |          |  |
| N.º          | Título                   | Escritor(es)    | Duración |  |
| 1.           | «Can't Live Without You» | Schenker, Meine | 3:47     |  |
| 2.           | «Always Somewhere»       | Schenker, Meine | 4:56     |  |

| Maxisencillo |                          |                 |          |  |
| N.º          | Título                   | Escritor(es)    | Duración |  |
| 1.           | «Can't Live Without You» | Schenker, Meine | 3:47     |  |
| 2.           | «China White»            | Schenker, Meine | 6:59     |  |

## Posicionamiento en listas
| País           | Lista                         | Posición |
| -------------- | ----------------------------- | -------- |
| Estados Unidos | Mainstream Rock Tracks        | 47       |
| Francia        | French Singles Chart          | 20       |
| Reino Unido    | Record Business Singles Chart | 63       |
| Reino Unido    | UK Singles Chart              | 63       |

## Certificaciones
| Región | Organismo certificador         | Certificación | Ventas certificadas | Ref.   |
| ------ | ------------------------------ | ------------- | ------------------- | ------ |
| Europa | World Wide Europe Awards (WWA) | Oro           | 500 000             | [ 10 ] |

## Músicos
- Klaus Meine: voz
- Rudolf Schenker: guitarra rítmica y guitarra líder en «China White»
- Matthias Jabs: guitarra líder
- Francis Buchholz: bajo
- Herman Rarebell: batería